# Иваничка Георгиева
Иваничка Петрова Георгиева е изтъкната българска етноложка, историчка и дългогодишна преподавателка в Софийския университет, професор в Историческия факултет.

## Образование и научно израстване
Иваничка Георгиева завършва история в Софийския университет, профил „Археология“ (1960). Започва работа като уредник в Музея на революционното движение в София (1960 – 1962).
Аспирант в Етнографския институт с музей при БАН (1963 – 1966), където става научен сътрудник (1968 – 1974).
Доктор с дисертация на тема „Традиционни черти и социологически елементи в бита и културата на съвременната работническа младеж в гр. Сливен“ (1968). Доктор на историческите науки с дисертация на тема „Българска народна митология“ (1984).
Главен асистент (1974 – 1978), доцент (1978 – 1987) и професор (1987-) в Историческия факултет на СУ. Ръководител на катедра Етнология в ИФ на СУ (1990 – 2000).
Секретар на Централния съвет на Българското историческо дружество (1970 – 1976).

## Награди
- Кирило-Методиева награда (1984)
- Pitre-Solomone Mariono (1986)
- Почетен знак на СУ „Св. Климент Охридски“ I ст. (1998)

## По-важни публикации

### Монографии
- 1981. (заедно с Д. Москова). Жената в съвременното българско село. Изследване. С., 1981, 166 с.
- 1983. Българска народна митология. /Изследване/. С., 1983.
  - 1993. Българска народна митология. 2 прераб. и доп. изд. С., 1993, 259 с.
- 1985. Bulgarian Mythology. Sofia, 1985, 212 p.
- 1991. Mitologia bulgara. Roma, 1991.

### Съставителство и редакция
- 1975. Етнография на България. В 3 т. Т. 3. Духовна култура. Съставителство. С., 1975, 388 с.
- 1982. Методическо ръководство за събиране на етнографски материали. Съставителство. С., 1982, 164 с.
- 1984. Народната култура в София и Софийско. Мат. от науч. конф. на тема „Нар. култура в София и Софийско“, състояло се на 1 и 2 декември 1982 г. в София. Съставителство и редакция. С., 1984, 282 с.
- 1988. Етнография за човека и обществото. (Уч. пособие за студ.) Съставителство. С., 1988.
- 1991. Българските алиани: Сб. етнографски материали. Съставителство и увод. С., 1991, 219 с.
- 1992. АВС на етнологията. Антология на науката за човека, културата и обществото. Т. 1. Съставителство. С., 1992, 260 с.
- 1994. Етнология на траките. Съставителство и увод. С., 1994.
- 1998. Армъните в България. Историко-етнографско изследване. Съставителство. С., 1998.
- 1999. АВС на етнологията. Антология на науката за човека, културата и обществото. T. 2. Съставителство. С., 1999.

### Статии и студии
- 1965. Der wildtragende thrakishe Reitergotte. – Eirene, V. 4, Praha, 1965, p. 111 – 122.
- 1966. Изследвания върху бита и културата на българските цигани в Сливен. – Известия на етнографския институт и музей, 9, 1966, с. 25 – 49.
- 1967. Развитие на духовния бит на съвременната работническа младеж в Сливен. – Известия на етнографския институт и музей, 10, 1967, с. 201 – 229.
- 1968. Към въпроса за формирането, развитието и характеристиката на работническата класа в Сливен. – Известия на БИД, 26, 1968, с. 139 – 164.
- 1968. Страни от бита и културата на работническата младеж в Перник. – Ново време, 1968, № 8, с. 78 – 83.
- 1970. За произхода на един народен празник. – В: Изследвания в чест на Михаил Арнаудов. С., 1970, с. 423 – 432.
- 1970. Някои антични следи в българските народни вярвания и обичаи. – Известия на БИД, 27, 1970, с. 21 – 34.
- 1971. Енографско единство на сватбата у българите. – В: Етногенезис и културно наследство на българския народ. С., 1971, с. 103 – 109.
- 1971. и Д. Москова, Л. Радева. Роднинските названия у нас (предв. съобщение). – Известия на етнографския институт и музей, 13, 1971, с. 271 – 285.
- 1971. The Bulgarian Kinship System. – Ethnologia slavica, V. 3, Bratislava, 1971, p. 151 – 157.
- 1972. Един старинен култ в Родопите, Странджа и Места. – В: Родопски сборник, Т. 3. С., 1972, с. 159 – 174.
- 1972. Етнос, етно-социален организъм, етнически процеси. – Векове, 1972, № 1, с. 42 – 48.
- 1972. и Д. Москова, Л. Радева. Терминологична система на кръвно родство у българите. – Известия на етнографския институт и музей, 14, 1972, с. 159 – 174.
- 1972. Отношения на родството отразени в роднинската терминология. – В: Първи конгрес на БИД. Т. 2. С., 1972, с. 249 – 252.
- 1973. и Д. Москова, Л. Радева. Опыт изучения системы кровного родства у болгар. – Советская этнография, 1973, №2, с. 60 – 68.
- 1974. Дискусия по проблемите за етноса сред съветските учени. – Исторически преглед, 1974, № 1, с. 95 – 112.
- 1975. Традиционният народен мироглед на населението в Пиринския край. – Атеист. трибуна, 1975, № 6, с. 47 – 55.
- 1976. и Д. Москова. Системата на родство в Средните родопи. – Родопски сборник, Т. 4, С., 1976, с. 79 – 113.
- 1976. Традиционният народен мироглед на българите. – Българска етнография, 1976, № 1, с. 20 – 37.
- 1977. Битът на пернишките миньори /1878 – 1944/. – Известия на българското историческо дружество, 30, 1977, с. 181 – 219.
- 1978. Змията-стопан в българските народни вярвания. – Векове, 1978, № 2, с. 22 – 29.
- 1978. Характер и специфика на традиционната духовна култура на населението на Странджа. – В: Странджанско-Сакарски сборник. Т. 1. Доклади от Първия интердисц. симпозиум „Странджа“, Бургас, 17 – 19 август 1978, М. Търново, 1984, с. 243 – 246.
- 1980. Народен мироглед. – В: Пирински край. Етнографски, фолклорни и езикови проучвания. С., 1980, с. 457 – 477.
- 1980. Обичаи при сватба. – В: Пирински край. Етнографски, фолклорни и езикови проучвания. С., 1980, с. 390 – 410.
- 1980. Обичаи при смърт и погребение. – В: Пирински край. Етнографски, фолклорни и езикови проучвания. С., 1980, с. 411 – 421.
- 1980. Survivance de la religion des Thraces dans la culture spirituelle du people bulgare. – In: Actes du II Congres International de Thracologie. Bucarest, 1980, V. III, p. 271 – 273.
- 1981. Античното наследство в българската народна култура. – В: Проблеми на културното наследство. С., 1981, с. 86 – 100.
- 1981. За континюитета на античната култура в българската народна култура. – В: Проблеми на културното наследство. С., 1981, с. 86 – 100.
- 1981. Народен мироглед. – В: Българска народна култура. Истор.-етногр. очерк. С., 1981, с. 150 – 159.
- 1981. Народният светоглед на българите. – В: България през вековете, България днес. С., 1981, с. 325 – 338.
- 1982. „Космическото дърво“ в българската народна култура. – Векове, 1982, № 1 – 2, с. 25 – 33.
- 1983. Влиянието на средновековната държава върху формирането на етническото съзнание. – В: България 1300. Инст. и държ. традиция. Т. 3, С., 1983, с. 519 – 524.
- 1983. Някои аспекти на пространството и времето в българската народна култура. – В: Изследвания в чест на проф. д-р Хр. Гандев (По случай 70-год. от рождението му). С., 1983, с. 231 – 243.
- 1984. Народное мировозрение. – В: Болгары. Очерк трад. нар. културы. С., 1984, с. 105 – 112.
- 1985. Промени в народния мироглед през Възраждането. – В: Сб. в чест на проф. д-р Хр. Гандев. С., 1985, с. 419 – 429.
- 1987. Нестинарството в България. – Втори международен конгрес по българистика. Т. I. Етнография. С., 1987, с. 39 – 51.
- 1987. La representation de l enfant dans les traditions Bulgares. – In: Ethnologie d Europe et d ailleurus, V. 2., eds Civilisation, vol. XXXVII, 2, p. 43 – 54.
- 1990. Баянията като космогонична концепция в българската народна култура (Принос към семантичната им интерпретация). – Векове, 1990, № 6, с. 5 – 19.
- 1990. Светът, от който идват децата. – Българска етнография, 1990, № 1, с. 6 – 10. /Митични представи за раждането, съдържащи се в бълг. обредна и светогледна система/.
- 1990. Le vin dans les traditions orales des rites familiaux bulgares. – Premier d centres europeen sur la culture oral europeenne. Stasbourg, 1990.
- 1990. Rever sons le dictame. – Les Plautes et les soisons. Collection Ethnologies d Europe. Civilisation. 1990, p. 213 – 227.
- 1991. Под цветето на самодивите. – Българска етнография, 1991, № 3, с. 20 – 24.
- 1992. „Възродителнията процес“ и „голямата екскурзия“ (опит за орална история). – В: Етническата картина в България. С., 1992, с. 105 – 109.
- 1992. Преподаването по етнография в СУ „Св. Климент Охридски“ (1888 – 1988). – Год. СУ, Исторически факултет, 80, 1992, с. 177 – 186.
- 1993. Хлябът на българина: хляб без квас, хляб с квас. – Бълг. етногр., 1993, № 3, с. 15 – 23.
- 1995. Le pain azim et le pain leve du Bulgare. – Studia in Honorem Alexandri Fol. Thracia, Vol. 11, Serdicae, p. 481 – 488.
- 1996. Трапезата на самодивите. – Българска етнология, 1996, № 3.
- 1997. За житото. Една хипотеза. – В: Хлябът в славянската култура. С., 1997, с. 134 – 138.
- 1998. Bulgaristan Alevileri ve Demir Baba Tekkesi. Iv. Georgieva nin bir onsozu vardir. Istanbul, 1998.
- 1999. Константин Великий – император и святой. – Славянские этюды. Сб. к юбилею С. М. Толстого. М., 1999, с. 161 – 170.
- 1999. Мястото на етнологията в „Български векове“ – Български векове, 1999, № 1, с. 22 – 23.
- 2000. Култът към Богородица в българската народна култура. – В: Европа и България. Сборник в памет на проф. Христо Гандев. С., 2000, с. 35 – 53.
- 2001. Le feu et la croix: un rite en l honneur de saint Constantin. – Ethnologie francaise, 2001, N 12, p. 251 – 260.
- 2001. Нестинарство без нестинари. – Хемус, 2001, кн. 4, Будапеща. /същото загл. и на унг. език/
- 2002. Българите в Крим. – Във: Фолклор, традиция, култура. С., БАН, с. 231 – 240.
- 2002. Българите в Крим. – В: Болгаро-украинские связы на рубеже тысячетлетия. Материалы междунар. научно-практической конференции. Симферополь, 2002, 3 – 13.
- 2003. Нестинарството в Крим. – Българска етнология, 2003, № 2 – 3, с. 9 – 29.